# Condado de Chełmno
Nota linguística: Não confundir hrabstwo (condado) com powiat (divisão administrativa)..
Condado de Chełmno (polaco: powiat chełmiński) é um powiat (condado) da Polónia, na voivodia de Cujávia-Pomerânia. A sede do condado é a cidade de Chełmno. Estende-se por uma área de 527,62 km², com 51 375 habitantes, segundo os censos de 2006, com uma densidade 97,37 hab/km².

## Divisões admistrativas
O condado possui:
Comunas urbanas: Chełmno
Comunas rurais: Chełmno, Kijewo Królewskie, Lisewo, Papowo Biskupie, Stolno, Unisław
Cidades: Chełmno

## Demografia
População (dados de 31 de Dezembro de 2006):
|          | Total   | Total | Mulheres | Mulheres | Homens  | Homens |
| -------- | ------- | ----- | -------- | -------- | ------- | ------ |
|          | pessoas | %     | pessoas  | %        | pessoas | %      |
| Total    | 51 375  | 100   | 26 337   | 51,3     | 25 038  | 48,7   |
| Cidades  | 20 381  | 100   | 10 687   | 52,4     | 9694    | 47,6   |
| Povoados | 30 994  | 100   | 15 650   | 50,5     | 15 344  | 49,5   |